# 红云街道 (常德市)
红云街道是中华人民共和国湖南省常德市鼎城区下辖的一个街道办事处。

## 行政区划
红云街道下辖以下村级行政区划单位：
德安社区、花船庙社区、善池社区、停车场社区、红云村、西站村和福广村。